# Beast Wars: Transformers
A Beast Wars: Transformers (röviden Beast Wars, Kanadában „Beasties”) a Hasbro által 1995 és 2000 között forgalmazott Transformers játékszéria neve, valamint egy 1996-tól 1999-ig tartó, CGI animációs rajzfilmsorozat címe.
A sorozatot a kanadai Mainframe Entertainment készítette Bob Forward és Larry DiTillio írók segítségével, valamint a Hasbro cég közreműködésével. A világ első, teljes mértékben számítógépes animációval készült sorozatai közé tartozik. Elsődleges célja az akkoriban piacra került átalakítható robotfigurák reklámozása volt, azonban hála a kidolgozott cselekményének, erős karaktereinek és az őket megszólaltató színészek kitűnő játékának, kiemelkedett az 1990-es évek átlag gyermekrajzfilmjeinek sorából. 1997-ben a tervezői producere, Klyde Clotz Emmy-díjat is kapott a sorozaton végzett munkájáért.
A Beast Wars a mai napig a Transformers rajzfilmek csúcspontjaként van számon tartva, ennek ellenére alighanem az egyik legellentmondásosabb is a rajongók közt.

## Történet
A rajzfilm ideje és helyszíne eleinte nincs meghatározva. Két, egymással viaskodó robotcsoportot ismerünk meg, a jóságos Maximalokat és a gonosz Predakonokat, akik a korábbi Autobotok és Álcák leszármazottjai. Megatron az Alakváltók szülőbolygójáról, Kibertronról ellopott egy értékes tárgyat, az Aranylemezt, amely titkos Energonkristály-források fellelhetőségét adja meg. Űrhajójukon, a Darksyde-on a Predakonok igyekeznek meglépni, azonban a Maximal Tanács utánuk küld egy felfedezőhajót, az Axalont, rajta az Optimus Primal vezette Maximal csapattal. Űrbéli harc veszi kezdetét, melynek során a hajók transwarp hajtóművei lyukat ütnek az időn, és egy idegen bolygó fölé juttatják a hajókat. Az Axalon fedélzetén tárolt sztáziskapszulákat, bennük a Maximal protoformokkal (kifejletlen Alakváltók), biztonsági okokból az űrbe lövik, ezt követően a két hajó lezuhan.
Egyik fél sem tudja, hová, vagy milyen korba kerültek. A bolygó kiterjedt Energontelepei azonban károsítják a testüket, így elhatározzák, hogy az ottani állatok alapján új, alternatív alakokat vesznek fel. Az állatok szerves szövetei ugyanis szigetelőként hatnak az Energonsugárzás ellen. Megatron és Optimus csapatai hamar találkoznak, és kezdetét veszi a harc, felrúgva ezzel a 300 évig tartó békét, melyet még az Autobotok és Álcák kötöttek meg.
A Beast Wars első évada nagyrészt egymástól független epizódokból áll, melyek inkább a szereplők és viszonyaik bemutatására, semmint egy összefüggő történet elmondására törekednek. Ennek dacára kibontakozik egy idegenekkel kapcsolatos mellékszál, amely végigkíséri majd mindhárom évadot. Ahogy haladt a sorozat, egyre több és több új szereplő tűnt föl, Maximal és Predakon egyaránt, akik mind az űrből lehullott sztáziskapszulákból keltek életre. Emellett több utalás történt az eredeti, első generációs (G1) Transformers rajzfilmre, sőt néhány korábbi karakter is feltűnt, s ezáltal megkérdőjelezhetetlenül összefonódott a két sorozat cselekménye.
Az évad végén az idegenek melléktörténete kiteljesedett, s kiderült, hogy a bolygó, amelyen a szereplők ragadtak, mindvégig az őskori Föld volt. Az egyik hold egy fegyverré alakul, amellyel az idegenek a Föld elpusztítására törekednek, mondván a bestiák háborúja beszennyezte az ottani kísérleteiket. Nagy veszteség árán, de sikerül megállítani a bolygó pusztulását. A második évad epizódjai már sokkal inkább a történetre koncentráltak. A szereplők zöme új, erősebb Transmetal alakot öltött, néhányuk pedig az életét vesztette, hogy újaknak adjanak helyet. Mindvégig lényeges téma marad az emberelődök védelme és az idegenek folytatódó rejtélye. Ezek mellett Dinobot karakterfejlődésének és filozófiájának is több epizódot szentelnek. Az évad végén pedig feltárult a Bárka, vagyis az az űrhajó, amelyen az eredeti Alakváltók 4 millió éve a Földre érkeztek. Kiderül, hogy Megatron célja nem is az Energon gyűjtése volt, hanem névrokona, az eredeti Megatron kérésének teljesítése, amelyet az Aranylemezre kódolt. A Bárkába behatolva azzal fenyeget, hogy végérvényesen átalakítja a történelem menetét.
A harmadik évad már végig a Maximalok azon erőfeszítéséről szól, hogy megvédjék a Bárkát a Predakonoktól, akik a benn szunnyadó őseiket fenyegetik. További szereplők kerülnek képbe, és egy újabb cselekményszál veszi kezdetét az idegenektől származó, s még nagyobb hatalmat jelentő, Transmetal II-es technológia körül.
A történet végén Megatron felfedezi az Álcák egykori csatahajóját, a Nemezist, amellyel a fináléban nemcsak ellenfeleit, de saját katonáit is veszélyezteti. Végül a Maximalok győzelmet aratnak, és egy újabb transwarp átjárón át elindulnak Kibertron felé, hátrahagyva az ősi Földet, és a születőben lévő emberiséget, amelynek létrejöttében ők is segítettek.
A következő sorozat, a Beast Machines közvetlenül innen folytatja a történetet, immár a jövőben, semmint a távoli múltban.

## Háttér
A Hasbro 1991-ben felvásárolta a Tonka játékforgalmazó céget, s vele együtt az annak alárendelt gyártót, a Kenner-t. 1995 környékén az eredeti, robusztus és szögletes robotokat nem tartották kellően frissnek, ezért a Kenner emberei a Transformers ág új alapokra helyezését javasolták. Így született meg a Beast Wars koncepciója, amely a játéksorozat első nagyszabású újragondolása volt. Új történeteket, harcoló feleket, szereplőket találtak ki, s akár a legtöbb Transformers játékszéria, a Beast Wars is kapott egy TV-ben futó animációs sorozatot.

### Írás, animáció
A rajzfilm története az első elképzelések alapján a jelenben játszódott volna, és a karakterek nem új, emberméretű szereplők, hanem az eredeti Transformerek lettek volna, új testben, megőrizvén eredeti termetüket. A korai játékok csomagolásán olvasható leírások engednek erre következtetni, melyek merőben eltérnek a sorozatbéli ábrázolásoktól.
Az akkoriban pénzügyi gondokkal küszködő franchise életben tartását a Hasbro két íróra, Bob Forward-re és Larry DiTillio-ra bízta, akik egyébként teljesen laikusak voltak a Transformers történelmet illetően. Mégis szabad kezet kaptak. Néhány munkatárs a segítségükre sietett, és arra ösztökélték őket, hogy a sorozat lehetőleg minél jobban hasonlítson az eredeti, 1980-as évek G1-ként emlegetett rajzfilmjére. Az írók azonban visszautasították a tanácsot, mondván, inkább saját sci-fi sorozatot szeretnének létrehozni. Nem volt alapvető elképzelésük, hogyan építsék fel a cselekményt, ezért véletlenszerűen különféle részleteket rejtettek el a szövegkönyvekben, amikhez később visszatérhetnek. Mint kiderült, pont úgy válogatták össze ezeket, hogy az első évad végére egy összefüggő történetet alkossanak. Az egyik ilyen részlet a bolygó körüli két hold, amelyek közül az egyiket ügyesen ki sikerült írniuk a sorozatból – eleinte ugyanis még azt sem döntötték el, hogy a sorozat egyáltalán a Földön játszódjon-e.
Az első epizódokban csak csekély utalások történtek a korábbi Transformers mítoszra, ám a két író hamar felfedezett egy Usenet csoportot, az alt.toys.transformers-t, ahol a rajongók írták le véleményeiket. Elszomorította őket, hogy a Transformers rajongótábor milyen ellenszenvvel fogadta a munkájukat (mivel a szereplők nem járművek, hanem állatok formáját öltötték magukra), páran viszont örömmel segítettek beavatni Forward-et és DiTillio-t a franchise történetébe. Ezt követően a rajzfilmben a G1-es visszautalások és rejtett viccek száma megnőtt. Hálájuk jeléül az epizódok írói több utalást tettek az alt.toys.transformers-re és a segítőkész rajongókra munkáikban. Az egyik ilyen rajongó Benjamin 'Ben' Yee volt, akit a stáblista „Transformers szaktanácsadó”-ként említett, valamint az egyik epizódban a felhasználóneve („Wonko the Sane”) is elhangzott. Az ő érdeme egyébként Romboló szerepeltetése is. Egyéb rajongók internetes felhasználóneveiről pedig helyeket neveztek el a sorozaton belül.
A rajzfilm záróepizódját a híres Transformers képregényíró Simon Furman jegyezte. A franchise-ért tett munkájuk elismeréseként Forward-et és DiTillio-t több mint egy évtizeddel később megkérték az akkor futó Transformers: Animated rajzfilmsorozat egyik epizódjának megírására. A szóban forgó epizód természetesen részben tisztelgés volt a Beast Wars előtt.
Eredetileg sokkal több szereplőt terveztek megjeleníteni a képernyőn. A készítés idején viszont még nem volt elég fejlett a CGI technika a számos animációs modell megjelenítésére, így a készítők kénytelenek voltak beérni egy maréknyi karakterrel. Az első évad elkészítése még ezt figyelembe véve is 18 millió dollárba került. Bob Forward állítása szerint épp ez segítette elő a sorozat sikerét, ugyanis kevesebb karakterrel több idő jut mindegyikük megismerésére. Egy interjúban említette még, hogy nagy kihívást jelentett számukra érdekessé tenni azt a kevés szereplőt, akit állandóan láttunk. Emiatt döntöttek úgy, hogy személyiségeiket majdhogynem összeférhetetlenné alakítják, s e módon mulattató civakodásaikkal kitöltik majd a műsoridőt. A Beast Wars szereplőgárdájával szemben a G1 sorozat például megszámlálhatatlanul sok robotot vonultatott fel, akik nagy része nem is rendelkezett egyéniséggel. Későbbi művek, például az Animated vagy a Transformers: Prime is ezért nyúlt vissza a kevés szereplő elvéhez.
Az animáció korlátai más területeken is ütköztek az írók törekvéseivel. Eredetileg egy Wolfang nevű Maximal is szerepelt volna a sorozatban, de pénzügyi okok miatt lecserélték őt egy másik szereplőre, Tigatronra. Őt olcsóbb volt meganimálni, ugyanis lényegében megegyezett Cheetor-ral, csak a színei különböztek. Hasonló történt Blackarachniával is, aki pedig a Tarantulas nevű karakter átszínezett változata volt. Az animátorok mégis úgy vélték, Tarantulas tömzsi teste nem megfelelő egy női szereplőhöz, ezért Blackarachnia animáció modelljét drasztikusan átalakították, hogy létrejöjjön belőle a híressé vált, karcsú, elegáns Predakon nő.
Összességében minden korai szereplőről el lehetett mondani, hogy nagyban eltért attól a játékfigurától, amelyet reklámozni volt hivatott. Az első Beast Wars játékok egyik érdekes tulajdonsága a kettős fej volt – egy normál robotfej, s egy állatszerű, lehajtható vagy összecsukható „mutáns maszk”. Pénzmegtakarításból a rajzfilm összes szereplője csak egy fejet kapott, néhányuk a játékok robotfejét, mások arca, például Waspinatoré vagy Tarantulasé, a mutáns maszkja alapján készült. A játékok egyéb hibáit is igyekeztek orvosolni. Megszabadultak a mozgást akadályozó felesleges alkatrészektől, hogy minél élethűbb, használhatóbb karakter modellek jöjjenek létre. Sajnos ez azzal járt, hogy rengeteg karakter egyáltalán nem hasonlított már a játékára, s a Hasbro-nak azóta sem sikerült rajzfilmhű figurákat előállítania. Szerencsére az első évad után a játéktervezők és az animátorok már szorosabban együttműködtek a karakterek megalkotásakor.
Lehetséges, hogy a grafikai megjelenítés mai szemmel nézve primitív és durva, azonban a készítésének idején a csúcstechnikát jelentette. A CGI nyújtotta lehetőségeket az animátorok és rendezők igyekeztek minél jobban kihasználni, új effektusokat fejlesztettek ki, és merész kameramozgásokat alkalmaztak. A karakterek testbeszédére nagy hangsúlyt fektettek. A sokkal későbbi, japán készítésű Transformers: Energon és Transformers: Cybertron sorozatok kezdetleges és rengeteg hibát tartalmazó animációja például egyértelműen alsóbbrendű a Beat Wars-éhoz képest. A Mainframe Entertainment későbbi munkáit is sokban segítette elő a tapasztalat, melyet e sorozat készítésekor szereztek. Többek között elkezdtek rajzolt forgatókönyveket, úgynevezett storyboard-okat alkalmazni.
A Beast Wars volt az első olyan nyugati Transformers rajzfilmsorozat, amelyben fontosabb szereplők is meghaltak az epizódokon belül. Megatron és Waspinator kivételével az összes Predakon az életét veszti, míg a Maximalok oldaláról Dinobot, Depth Charge és Tigerhawk hunyt el. Jellemző volt a sorozatra a kiskapuk kijátszása, tehát mivel a szereplők robotok voltak, akiket általában meg lehetett javítani, a súlyos sérülések gyakoriak lehettek. A szereplőket átdöfték, keresztül- vagy darabokra lőtték, felszaggatták, elégették, s egyéb módokon kínozták meg, ezért több országban vagy csatornán is cenzúráztak egyes epizódokat. Érdekesség, hogy eredetileg Terrorsaur maradt volna életben a második évad elején Waspinator helyett. Viszont az utóbbi népszerűsége végül megmentette őt e sorstól.
Egy epizódot nem engedtek elkészíteni, kettő további egyéb okokból nem valósult meg. A harmadik évadban játszódó egyik résznek „Dark Glass” lett volna a címe, és azt magyarázta volna meg, hogy a sorozat végén Dinobot II hogyan kapja meg az első Dinobot emlékeit. A producerek úgy vélték, hogy túl kevés volt benne az akció, de az is felvetült, hogy a komor cselekménye miatt nem készült el. Máig sok vita övezi a körülményeket. Helyette egy sokkal humorosabb hangvitelű, a történetbe egyébként csak lazán illő epizódot, a „Go with the Flow”-t készítették el.
A másik két epizód az A Greater Ape és a Bitch Wars fedőnevet kapta, ám különféle okokból, például pénz- és időhiányból, valamint történeti nehézségek miatt nem készültek el.

### Fogadtatás
A játékok részéről az új technikákat alkalmazó figurák elnyerték a vásárlók tetszését. A gömbcsuklók gyakori alkalmazása révén a figurák az artikuláció szempontjából messzemenően túlszárnyalták elődeiket. A rajzfilm pedig a nézők körében volt nagy siker. Hála a kisebbek számára felfoghatatlan utalásoknak és vicceknek, több felnőtt is élvezettel követte nyomon a rajzfilmet.
A rajongók közt más volt a helyzet. Nagy részük hihetetlen felháborodással fogadta egy új Transformers széria megszületését, amelyben új karakterek szerepelnek, nem pedig az eddig megismert, eredeti csapat. Továbbá az organikus állat formák is elvették sokuk kedvét. A legnagyobb vitákat az szülte, hogy Optimus nem kamion, hanem egy gorilla volt, ugyanis rengeteg rajongó eleinte nem értette meg, hogy két merőben más karakterről van szó. Innen származik a rajongótábor egyik leghíresebb kifejezése, a „TRUKK NOT MUNKY!”, amely az angol „a kamion nem majom!” felkiáltás szándékosan nagybetűvel, helytelenül írt változata. Ezt azokra a rajongókra alkalmazzák, akik képtelenek elfogadni a franchise változásait, és továbbra is kitartanak a mellett az elképzelés mellett, hogy Optimus semmiképp nem lehet majom – holott Optimus Primal egy emberszabású majom, semmint egy sima majom, és a későbbiekben kocsivá is alakult.
Sajnos máig jelentős az ilyen rajongók száma, és valahányszor a Hasbro bejelent egy új Transformers sorozatot, a viták ismét elkezdődnek. Az élőszereplős film és folytatása például különösen heves vitatkozásokat váltott ki a rajongók részéről, és egyesek halállal fenyegették a hivatalos személyeket ellenérzéseik kifejezése gyanánt.

### Hagyaték
A Beast Wars nagyban hozzájárult ahhoz, hogy a Transformers franchise azzá váljon, aminek ma ismerjük. Mivel az írók fontosabbnak tartották az Alakváltók életének feltárását a játékok reklámozásánál, több koncepcióval is előálltak, melyek azóta szinte minden Transformers változatban feltűntek. A legfontosabb a Szikra koncepciójának megalkotása, mely lényegében az egyes robotok életét adó, világító gömb. Ha ez kihuny, a robot meghal. Egy másik jelentős elképzelés a protoformok voltak. Ezek a még személyiséggel, alternatív formával nem rendelkező Alakváltók. Továbbá ott a „sztázis zár” kifejezés, melyet egy kikapcsolt, de élő robotra szokás mondani. A Beast Wars-ban hangzott el először az Örök Szikra kifejezés is, amely arra a túlvilági helyre utal, ahová a szikrák mennek, ha gazdájuk meghal. Továbbá említésre méltó a „slag” (salak) szó, és változatainak bevezetése, mint Transformer káromkodás.

## Epizódok
Bővebben: A Beast Wars: Transformers epizódjainak listája

## Szereplők
Bővebben: A Beast Wars: Transformers szereplőinek listája

## Hangok
| Színész                   | Szereplő                                             |
| ------------------------- | ---------------------------------------------------- |
| Gary Chalk                | Optimus Primal, G1 Megatron                          |
| Scott McNeil              | Rattrap, Dinobot, Dinobot II, Silverbolt, Waspinator |
| Richard Newman            | Rhinox, Vok                                          |
| Ian James Corlett         | Cheetor, Sentinel, Maximal számítógép                |
| Blu Mankuma               | Tigatron, Tigerhawk, Vok, Unicron/Unikron            |
| Pauline Newstone          | Airazor                                              |
| David Sobolov             | Depth Charge                                         |
| David Kaye                | Megatron                                             |
| Don Brown                 | Scorponok                                            |
| Alec Willows              | Tarantulas                                           |
| Doug Parker               | Terrorsaur, Starscream/Üstökös                       |
| Venus Terzo               | Blackarachnia                                        |
| Jim Byrnes                | Inferno                                              |
| Colin Murdock             | Quickstrike                                          |
| Campbell Lane             | Rampage                                              |
| Elizabeth Carol Savenkoff | Predakon számítógép                                  |
| Lee Tockar                | Ravage/Romboló                                       |
| Susan Blu                 | Transmutate                                          |